# Tasmaanse borstelstaartkangoeroerat
De Tasmaanse borstelstaartkangoeroerat (Bettongia gaimardi)  is een zoogdier uit de familie van de kangoeroeratten (Potoroidae). De wetenschappelijke naam van de soort werd voor het eerst geldig gepubliceerd door Anselme Gaëtan Desmarest in 1822.

## Kenmerken
De bovenkant van het lichaam is bruingrijs, de onderkant wit. De staart is oranjegrijs. De kop-romplengte bedraagt 315 tot 330 mm, de staartlengte 290 tot 345 mm, de oorlengte 29 tot 40 mm en het gewicht 1000 tot 2300 g.

## Leefwijze
Deze solitaire soort is 's nachts actief, leeft op de grond en eet voornamelijk ondergrondse schimmels, maar ook wel onder andere zaden en geleedpotigen. Het dier bouwt een nest van gras op een beschutte plaats.

## Voortplanting
Vrouwtjes kunnen per jaar twee of drie jongen krijgen, die het hele jaar door geboren kunnen worden.

## Verspreiding
Deze soort komt voor in open bos op Tasmanië. Op het Australische vasteland, van Zuidoost-Queensland tot Zuidoost-Zuid-Australië, waar de soort vroeger ook voorkwam, is hij nu uitgestorven.

## Ondersoorten
Er worden twee ondersoorten onderscheiden, waarvan een uitgestorven.
- Bettongia gaimardi gaimardi † (Desmarest, 1822) – kwam voor in oostelijk Australië.
- Bettongia gaimardi cuniculus (Ogibly, 1838) – komt voor op Tasmanië.